# Mário Pais de Oliveira
Mário País de Oliveira (Lourosa, Santa Maria da Feira (Aveiro), 8 de marzo de 1937 – Penafiel, 24 de febrero de 2022), también conocido como Padre Mário de Oliveira o Padre Mário da Lixa, fue un periodista y escritor portugués.

## Biografía
Bautizado el 21 de marzo de 1937, entró en el seminario en octubre de 1950, y fue ordenado el 5 de agosto de 1962, en la catedral de Oporto, por el obispo D. Florentino de Andrade e Silva, administrador apostólico de la diócesis. Su primera misa (“misa nueva”) se celebró ocho días después.
En octubre de 1962, fue nombrado coadjutor en la parroquia de Santo António das Antas (Oporto), cargo que ejerció durante menos de un año.
En octubre de 1963, inició su carrera docente, como profesor de Religión y Moral, en el instituto Alexandre Herculano (Oporto), y fue transferido, en octubre de 1965, al instituto D. Manuel II (Oporto), al mismo tiempo que asumía las funciones de asistente diocesano de la JEC (Juventud Escolar Católica), misión pastoral que cesaría en agosto de 1967, por determinación del administrador apostólico de la diócesis, por sospechas de estar dando cobertura a actividades de los estudiantes consideradas subversivas: favorecer el movimiento asociativo, actividad prohibida por el régimen político de la época, en Portugal.
Nombrado capellán militar sin ninguna consulta previa por el mismo administrador apostólico, fue obligado a seguir, de inmediato, durante cinco semanas consecutivas, un curso intensivo de formación militar, en la respectiva Academia, en Lisboa.
En noviembre de 1967, desembarcó en Guinea Bissau, como alférez capellán del ejército portugués, integrado en el batallón 1912, en la región de Mansoa; fue expulsado como capellán militar, en marzo de 1968, por haber osado rezar, en las misas, por el derecho de los pueblos colonizados a la autonomía e independencia.
Regresó a su diócesis, etiquetado por el obispo castrense de entonces, D. António dos Reis Rodrigues, como "padre irrecuperable".
En abril de 1968 comenzó como párroco en Paredes de Viadores (Marco de Canaveses), por nombramiento del administrador apostólico de la diócesis de Oporto, Florentino de Andrade e Silva, y fue exonerado de esa parroquia, en junio de 1969, por el mismo administrador apostólico.
Por nombramiento del obispo de Oporto, António Ferreira Gomes, que había regresado del exilio, donde había permanecido diez años, comenzó como párroco en Macieira da Lixa (Felgueiras).
En julio de 1970, fue apresado por la PIDE/DGS, y salió de la prisión política de Caxias después de haber sido juzgado y absuelto por el Tribunal Plenario de Oporto, en marzo de 1971.
En julio de ese mismo año, regresó a la parroquia de Macieira da Lixa, después de algunos meses en el exilio, en Madrid, España.
En marzo de 1973 volvió a ser detenido por la PIDE/DGS, y salió en libertad en febrero de 1974, en el 2º juicio en el Tribunal Plenario de Oporto.
Fue entonces informado, por el obispo de Oporto, António Ferreira Gomes, de que ya no era el párroco de Macieira da Lixa, precisamente desde el día en que había sido apresado por segunda vez por la PIDE/DGS.
En enero de 1975, sin dejar el ministerio presbiterial, pasó a ser periodista profesional ("Carteira nº 492"), en la delegación de Oporto del vespertino República.
A partir de octubre de 1975, se quedó sin oficio pastoral en la Iglesia de Oporto, habiendo procurado, como presbítero de la misma Iglesia, anunciar, por diversos medios y gratuitamente, el Evangelio a los pobres y dinamizar el proyecto eclesial "Comunidades Cristianas de Base", al tiempo que, como periodista, trabajó, sucesivamente, en el Página Um (delegación de Oporto) y en el Correio do Minho (Braga).
Fue director del Jornal Fraternizar, desde su fundación, en enero de 1988. En esta calidad y, sobre todo, en calidad de antiguo capellán militar, en julio de 1995, invitado por el diario Público, regresó a Guinea Bissau, donde permaneció durante una semana, con el encargo de escribir una crónica al día sobre el pasado y el presente de aquella antigua colonia portuguesa.
Habiendo sufrido un grave accidente de tráfico, en 26 de enero, el Padre Mário, pocos días antes de cumplir 85 años, falleció en 24 de febrero de 2022, en el Hospital de Penafiel.

## Obra Publicada
- Evangelizar os pobres, Figueirinhas, 1970
- Encontró, Afrontamento, 1971
- Maria de Nazaré, Afrontamento, 1972
- Chicote no templo, Afrontamento, 1973
- Estava preso e visitastes-me, Ed. Autor, 1974
- Cartas da prisão, Iniciativas Editoriais, 1974
- Ser jornalista é tomar partido, Ed. Autor, 1975
- Nascer de novo (ensaio de catequese libertadora), Afrontamento, 1975
- O Bispo converteu-se, Ed. Autor, 1976
- O Bispo converteu-se, Ed. Autor, 1976
- Viver sem deuses nem chefes, Centelha, 1978
- No princípio era o amor, Ed. Autor, 1980
- Cristãos por uma Igreja Popular, Centelha, 1983
- Evangelho de Isabel, Associação Padre Maximino, 1986
- Como fui expulso de capelão militar, Edições Margem, 1995
- Mas à África, senhores, por que lhe dais tantas dores?, Campo das Letras, 1997
- Fátima nunca mais, Campo das Letras, 1999
- Nem Adão e Eva, nem pecado original, Campo das Letras, 2000
- Fatimamente, Edição e fotos de Guilherme Silva / Textos de Padre Mário
- Que fazer com esta igreja?, Campo das Letras, 2001
- Em Memória Delas, Campo das Letras, 2002
- Como Farpas. Mas com Ternura, Editora Ausência, 2003
- Ouvistes o que foi disto aos antigos. Eu porém digo-vos, Campo das Letras 2004
- Canto(s) nas margens, Editora Ausência 2004
- O Outro Evangelho Segundo Jesus Cristo, Campo das Letras, 2005
- E se com o Papa enterrarmos também esta Igreja Católica Romana?, Arca das Letras, 2005
- Em Nome de JESUS, Arca das Letras, 2005
- Na Companhia de Jesus e de Ateus, Edição de Autor, 2006
- A Fachada da Igreja, Editora Canto Escuro, 2006

## Libros sobre el padre Mário de Oliveira
- Subversão ou Evangelho? (Peças do 1º julgamento no Plenário do Porto), Dr. José da Silva, Advogado
- Subversão ou Evangelho? - II parte (Peças do 1º julgamento no Plenário do Porto), Dr. José da Silva, Advogado
- O Segundo Julgamento do Padre Mário, Edição de um grupo de jornalistas

## Fuente
- Página personal del padre Mário de Oliveira Archivado el 11 de junio de 2007 en Wayback Machine.

- Datos: Q10334506